# 12701 Chénier
12701 Chénier eller 1990 GE är en asteroid i huvudbältet som upptäcktes den 15 april 1990 av den belgiske astronomen Eric W. Elst vid La Silla-observatoriet. Den är uppkallad efter den franske poeten André Chénier.